# Pterolophia baliana
Pterolophia baliana là một loài bọ cánh cứng trong họ Cerambycidae.